# 石田衣良
石田 衣良（いしだ いら、1960年3月28日 - ）は、日本の小説家。本名は石平 庄一（いしだいら しょういち）。ペンネームの由来は本名「石平（いしだいら）」を分割したもの。

## 経歴
1960年生まれ。東京都江戸川区出身。姉が2人いる。子どものころから本を読むことが好きで、図書館から朝に借りた本を夕方返しに行き、また別の本を借りるということを毎日繰り返していた。特に好きであったのはハヤカワ文庫や東京創元社のSF・ミステリで、アーサー・C・クラークやアイザック・アシモフが好きだったという。
東京都立両国高校を経て、1984年に成蹊大学経済学部を卒業。その後はフリーター生活を送っていたが、母親の他界をきっかけに就職を決意し、広告制作プロダクション・広告代理店にコピーライターとして勤務した後、33歳の時にフリーのコピーライターとなる。
36歳の時に小説家になることを決意し、数々の新人賞に応募。1997年、それまで応募したことのなかったミステリーの賞に応募したところ、第36回オール讀物推理小説新人賞を受賞。そのデビュー作が「池袋ウエストゲートパーク」である。以後、『4TEEN フォーティーン』で第129回（2003年上半期）直木賞を、2006年、『眠れぬ真珠』で第13回島清恋愛文学賞を受賞する。同年、映画『LOVE MY LIFE』に出演した。
時事問題や社会的に問題となった事件などに触発されて執筆を決意することが多く、『うつくしい子ども』は神戸連続児童殺傷事件が、『約束』は大阪教育大学附属池田小学校児童殺傷事件が、『ブルータワー』はアメリカ同時多発テロ事件が、それぞれ執筆のきっかけとなっている。
2013年8月、雷田四位（らいだしい）というペンネームを使って初の電子書籍限定書き下ろしライトノベル作品『SAKASHIMA -東島進駐官養成高校の決闘』を小説投稿サイト「E★エブリスタ」で9月11日から半年間連載することを発表した。
2015年、有料メルマガを配信する「夜間飛行」より、月2回、第2・4金曜日に小説やエッセイなどを配信するウェブ個人誌『小説家と過ごす日曜日』を創刊。

## 人物
石田自身のアピールエピソードによれば、日頃の言動に対しては、朴訥、力まない、冷めた、気取った、と様々な評価があり、好みが分かれるという。書くテーマは幅広いが、中でも女性の書き方については定評があるという意見があると述べている。

### 批評家として
映画「君の名は。」に対して、「（監督の新海誠は）楽しい恋愛を高校時代にしたことがないんじゃないですか。それがテーマとして架空のまま、生涯のテーマとして活きている。青春時代の憧れを理想郷として追体験して白昼夢のようなものを作り出していく、恋愛しない人の恋愛小説のパターンなんです」という批評をNEWSポストセブンの記事に掲載した。これは新海の目に留まり、「なぜ面識もない方に僕の人生経験の有無や生の実感まで透視するような物言いをされなければならないのか…笑」と反論された。

### 社会評論家として
- 2006年10月31日、MSN毎日インタラクティブで連載していたコラム「石田衣良の白黒つけます!!」に於いて、「中国、韓国と仲良くした方がいい? しなくてもいい?」というアンケートで「しなくてもいい」という回答が57.2%と過半数を占めたにもかかわらず、「応募しなかった多数のサイレント・マジョリティを考慮にいれて…（中略）…中国・韓国とは仲良くしたほうがいい」と結論付けた。
- 2012年1月1日、NEWSポストセブンの取材で「今の日本ほど、世界の中で潰れちゃってかまわない国はないかな」「日本が無くなって世界の人が困るのは漫画とゲームが消えることぐらいでしょう」と述べた。

## 受賞・候補歴
- 1997年 - 「黒く塗れ!」で第4回日本ホラー小説大賞短編部門候補
- 1997年 - 「池袋ウエストゲートパーク」で第36回オール讀物推理小説新人賞受賞
- 2001年 - 『娼年』で第126回直木賞候補
- 2002年 - 『骨音』で第128回直木賞候補
- 2003年 - 『4TEEN』で第129回直木賞受賞
- 2006年 - 『眠れぬ真珠』で第13回島清恋愛文学賞受賞[12]
- 2013年 - 『北斗 ある殺人者の回心』で第8回中央公論文芸賞受賞[13]

## 著書

### 小説

#### 池袋ウエストゲートパークシリーズ
外伝の「赤・黒」以外は、単行本が文藝春秋から、文庫本が文春文庫から刊行されている。
1. 池袋ウエストゲートパーク（1998年9月 / 2001年7月）
2. 少年計数機（2000年6月 / 2002年5月）
3. 骨音（2002年10月 / 2004年9月）
4. 電子の星（2003年11月 / 2005年9月）
5. 反自殺クラブ（2005年3月 / 2007年9月）
6. 灰色のピーターパン（2006年6月 / 2008年10月）
7. Gボーイズ冬戦争（2007年4月 / 2009年9月）
8. 非正規レジスタンス（2008年7月 / 2010年9月）
9. ドラゴン・ティアーズ─龍涙（2009年8月 / 2011年9月）
10. PRIDE（プライド）（2010年12月 / 2012年9月）
11. 憎悪のパレード（2014年7月 / 2016年9月）
12. 西一番街ブラックバイト（2016年8月）
13. 裏切りのホワイトカード（2017年9月）

- 赤・黒（ルージュ・ノワール） 池袋ウエストゲートパーク外伝（2001年2月 徳間書店 / 2004年2月 徳間文庫 / 2006年1月 文春文庫）
- キング誕生 池袋ウエストゲートパーク青春篇（2014年9月 文春文庫）

関連本
- IWGPコンプリートガイド―池袋ウエストゲートパークSpecial（2010年12月 文藝春秋 / 2012年9月 文春文庫） - ガイドブック。著者に聞く創作の秘密、全エピソード解題、キャラクター紹介など。辻村深月とのシリーズ10巻到達記念対談、書き下ろし短編「北口アンダードッグス」も収録。

#### 娼年シリーズ
- 娼年（2001年7月 集英社 / 2004年5月 集英社文庫）
- 逝年―call boy2（2008年3月 集英社 / 2011年5月 集英社文庫） - 「娼年」の続編
- 爽年―call boy3 （2018年4月 集英社） - 「爽年」の続編

#### シリーズ外
- うつくしい子ども（1999年5月 文藝春秋 / 2001年12月 文春文庫 / 2006年3月 徳間文庫）
- エンジェル（1999年11月 集英社 / 2002年8月 集英社文庫）
- 波のうえの魔術師（2001年8月 文藝春秋 / 2003年9月 文春文庫 / 2007年2月 徳間文庫）
- スローグッドバイ（2002年5月 集英社 / 2005年5月 集英社文庫）
  - 収録作品：泣かない / 十五分 / You look good to me / フリフリ / 真珠のコップ / 夢のキャッチャー / ローマンホリデイ / ハートレス / 線のよろこび / スローグッドバイ
- 4TEEN（2003年5月 新潮社 / 2005年12月 新潮文庫） - 連作短編集
  - 収録作品：びっくりプレゼント / 月の草 / 飛ぶ少年 / 十四歳の情事 / 大華火の夜に / ぼくたちがセックスについて話すこと / 空色の自転車 / 十五歳への旅
- LAST（2003年9月 講談社 / 2005年8月 講談社文庫）
  - 収録作品：ラストライド / ラストジョブ / ラストコール / ラストホーム / ラストドロー / ラストシュート / ラストバトル
- 1ポンドの悲しみ（2004年3月 集英社 / 2007年5月 集英社文庫）
  - 収録作品：ふたりの名前 / 誰かのウエディング / 十一月のつぼみ / 声を探しに / 昔のボーイフレンド / スローガール / 1ポンドの悲しみ / デートは本屋で / 秋の終わりの二週間 / スターティング・オーバー
- 約束（2004年7月 角川書店 / 2007年6月 角川文庫 / 2012年12月 集英社文庫）
  - 収録作品：約束 / 青いエグジット / 天国のベル / 冬のライダー / 夕日へ続く道 / ひとり桜 / ハートストーン / みどりご（集英社文庫版のみ収録）
- ブルータワー（2004年9月 徳間書店 / 2008年3月 徳間文庫 / 2011年6月 文春文庫）
- アキハバラ@DEEP（2004年11月 文藝春秋 / 2006年9月 文春文庫 / 2011年7月 徳間文庫）
- 東京DOLL（2005年7月 講談社 / 2007年8月 講談社文庫）
- てのひらの迷路（2005年11月 講談社 / 2007年12月 講談社文庫）
  - 収録作品：ナンバーズ / 旅する本 / 完璧な砂時計 / 無職の空 / 銀紙の星 / ひとりぼっちの世界 / ウエイトレスの天才 / 0.03mm / 書棚と旅する男 / タクシー / 終わりのない散歩 / 片脚 / 左手 / レイン、レインレイン / ジェラシー / オリンピックの人 / LOST IN 渋谷 / 地の精 / イン・ザ・カラオケボックス / I氏の生活と意見 / コンプレックス / 短編小説のレシピ / 最期と。最期のひとつまえの嘘 / さよなら さよなら さよなら
- 愛がいない部屋（2005年12月 集英社 / 2008年6月 集英社文庫）
  - 収録作品：空を分ける / 魔法の寝室 / いばらの城 / ホームシアター / 落ち葉焚き / 本のある部屋 / 夢のなかの男 / 十七ヶ月 / 指の楽園 / 愛がいない部屋
- 40 翼ふたたび（2006年2月 講談社 / 2009年2月 講談社文庫）
- 夕日へ続く道（2006年4月 全国学校図書館協議会） - 学校教材用に再編集された短編集
- 眠れぬ真珠（2006年4月 新潮社 / 2008年12月 新潮文庫）
- 下北サンデーズ（2006年7月 幻冬舎 / 2008年8月 幻冬舎文庫）
- 美丘（2006年10月 角川書店 / 2009年2月 角川文庫）
- REVERSE（2007年8月 中央公論新社 / 2010年8月 中公文庫 / 2013年5月 集英社文庫）
- 5年3組リョウタ組（2008年1月 角川書店 / 2010年6月 角川文庫）
- 親指の恋人（2008年1月 小学館 / 2009年10月 小学館文庫 / 2013年1月 角川文庫）
- 夜を守る（2008年2月 双葉社 / 2010年5月 双葉文庫 / 2014年2月 文春文庫）
- 夜の桃（2008年5月 新潮社 / 2010年12月 新潮文庫）
- シューカツ!（2008年10月 文藝春秋 / 2011年3月 文春文庫）
- 再生（2009年4月 角川書店 / 2012年6月 角川文庫）
  - 収録作品：再生 / ガラスの目 / 流れる / 東京地理試験 / ミツバチの羽音 / ツルバラの門 / 仕事始め / 四月の送別会 / 海に立つ人 / 銀のデート / 火を熾す / 出発
- 6TEEN（2009年10月 新潮社 / 2012年7月 新潮文庫） - 「4TEEN」の続編
- チッチと子（2009年10月 毎日新聞社）
- sex（2010年3月 講談社 / 2012年9月 講談社文庫）
  - 収録作品：夜あるく / 文字に溺れて / 蝶をつまむ / 絹婚式 / クレオパトラ / ソウルの夜 / 白い夢 / 落葉焚 / 最後の滴 / 二階の夜 / ダガーナイフ / 純花
- 明日のマーチ（2011年6月 新潮社 / 2014年1月 新潮文庫）
- カンタ（2011年9月 文藝春秋 / 2014年5月 文春文庫）
- スイングアウト・ブラザース（2012年1月 光文社 / 2014年8月 光文社文庫 / 2017年9月 角川文庫）
- コンカツ?（2012年4月 文藝春秋 / 2015年2月 文春文庫）
- ラブソファに、ひとり（2012年5月 角川書店 / 2015年1月 角川文庫）
  - 収録作品：ラブソファに、ひとり / 真夜中の一秒後 / フィンガーボウル / 夢の香り / ハート・オブ・ゴールド / 23時のブックストア / リアルラブ? / ドラゴン＆フラワー / 魔法のボタン
- 北斗 ある殺人者の回心（2012年10月 集英社 / 2015年4月 集英社文庫）
- 余命1年のスタリオン（2013年5月 文藝春秋 / 2015年11月 文春文庫【上・下】）
- 水を抱く（2013年8月 新潮社 / 2016年2月 新潮文庫）
- オネスティ（2015年1月 集英社 / 2017年11月 集英社文庫）
- MILK（2015年10月 文藝春秋）
- 逆島断雄と進駐官養成高校の決闘（2015年12月 講談社）
- マタニティ・グレイ（2016年1月 角川文庫）
- 逆島断雄―進駐官養成高校の決闘編（2017年8月 講談社文庫）

### アンソロジー・リレー小説
「」内が石田衣良の作品
- 名探偵で行こう（2001年9月 光文社カッパ・ノベルス / 2004年6月 光文社文庫）「エキサイタブルボーイ」
- ザ・ベストミステリーズ 2003 推理小説年鑑（2003年7月 講談社）
  - 【分冊・改題】殺人格差（2006年11月 講談社文庫）「キミドリの神様」
- ザ・ベストミステリーズ 2004 推理小説年鑑（2004年7月 講談社）
  - 【分冊・改題】犯人たちの部屋（2007年11月 講談社文庫）「ラストドロー」
- 暗闇を追いかけろ（2004年11月 光文社カッパ・ノベルス / 2008年5月 光文社文庫）「ラストコール」
- あなたと、どこかへ。 eight short stories（2005年5月 文藝春秋 / 2008年5月 文春文庫）「本を読む旅」
- I LOVE YOU（2005年7月 祥伝社 / 2007年9月 祥伝社文庫）「魔法のボタン」
- ザ・ベストミステリーズ 2005 推理小説年鑑（2005年7月 講談社）
  - 【分冊・改題】隠された鍵 ミステリー傑作選（2008年11月 講談社文庫）「伝説の星」
- Love Letter（2005年12月 幻冬舎 / 2008年4月 幻冬舎文庫）「ありがとう」 - 「美丘」の短編バージョン
- 男の涙 女の涙（2006年1月 光文社文庫）「真珠のコップ」
- 空を飛ぶ恋―ケータイがつなぐ28の物語（2006年5月 新潮文庫）「渋谷で七時」
- 短篇ベストコレクション 現代の小説2006（2006年6月 徳間文庫）「父の手」
- Vintage'06（ヴィンテージ・シックス）（2006年6月 講談社）「父の手」
- LOVE or LIKE（2006年7月 祥伝社 / 2008年8月 祥伝社文庫）「リアルラブ?」
- 極上掌篇小説（2006年11月 角川書店）
  - 【改題】 ひと粒の宇宙（2009年11月 角川文庫）「おねがい」
- 14歳の本棚―初恋友情編（2007年3月 新潮文庫）「びっくりプレゼント」
- 小説 こちら葛飾区亀有公園前派出所（2007年5月 集英社 / 2011年5月 集英社文庫）「池袋⇔亀有エクスプレス」
- 午前零時（2007年6月 新潮社 / 2009年12月 新潮文庫）「真夜中の一秒後」
- オトナの片思い（2007年8月 角川春樹事務所 / 2009年5月 ハルキ文庫）「フィンガーボウル」
- 本当のうそ（2007年12月 講談社）「アイスドール」
- 本からはじまる物語（2007年12月 メディアパル）「23時のブックストア」
- 恋のトビラ（2008年5月 集英社）
  - 【改題】恋のトビラ 好き、やっぱり好き。（2010年5月 集英社文庫）「ドラゴン＆フラワー」
- こどものころにみた夢（2008年6月 講談社）「ガラスの便器」 - 絵・松尾たい子
- きみが見つける物語 放課後編（2008年6月 角川文庫）「西一番街テイクアウト」
- あなたに、大切な香りの記憶はありますか?（2008年10月 文藝春秋 / 2011年10月 文春文庫）「夢の香り」
- 七つの死者の囁き（2008年11月 新潮文庫）「話し石」
- 短篇ベストコレクション 現代の小説2009（2009年6月 徳間文庫）「ダガーナイフ」
- TROIS（トロワ）（2009年8月 角川書店）- 唯川恵、佐藤江梨子とのリレー小説
  - 【改題】TROIS（トロワ）―恋は三では割りきれない（2012年1月 角川文庫）
- そういうものだろ、仕事っていうのは（2011年2月 日本経済新聞出版社）「ハート・オブ・ゴールド」
- 最後の恋 MEN'S つまり、自分史上最高の恋。（2012年5月 新潮文庫）「イルカの恋」
- 10分間の官能小説集（2012年6月 講談社文庫）「ひとつになるまでの時間」
- いつか、君へ Boys（2012年6月 集英社文庫）「跳ぶ少年」
- 短編工場（2012年10月 集英社文庫）「ふたりの名前」

### エッセイ・その他
- I LOVE モーツァルト（2006年3月 幻冬舎）
- 空は、今日も、青いか?[14]（2006年3月 日本経済新聞社 / 2009年3月 集英社文庫） - 「R25」の連載をまとめた初のエッセイ集
- 恋は、あなたのすべてじゃない（2006年11月 青春出版社 / 2008年9月 青春文庫 / 2012年1月 角川文庫）
- 目覚めよと彼の呼ぶ声がする（2007年11月 文藝春秋 / 2010年3月 文春文庫） - エッセイ集
- 石田衣良の白黒つけます!!（2008年3月 毎日新聞社）
  - 【改題】白黒つけます!!（2011年5月 角川文庫）
- 傷つきやすくなった世界で（2008年5月 日本経済新聞出版社 / 2011年11月 集英社文庫） - 「R25」の連載「空は、今日も、青いか?」をまとめたエッセイ集第2弾
- 大人になるということ。（2009年9月 PHP研究所 / 2010年10月 PHP文芸文庫） - 名フレーズ集
- 坂の下の湖（2010年10月 日本経済新聞社 / 2014年1月 集英社文庫） - 「R25」の連載「空は、今日も、青いか?」をまとめたエッセイ集第3弾
- 結婚はあなたのゴールではない（2011年3月 PHP研究所）
- 君はダイジョブ？（2013年11月 日本経済新聞出版社）
- 傷つきやすい私たちが幸せになる方法 石田衣良の恋愛総研（2014年9月 PHP文芸文庫）
- 小説家と過ごす日曜日（2016年8月 文藝春秋）
- モーツァルトのいる休日―大人の楽しむクラシック（2016年9月 マイナビ新書）

### 共著・対談・コラボレーション作品
- Silent night（2005年11月 小学館） - クリスマスブック。写真家・吉村和敏とのコラボレート作品
- ぼくとひかりと園庭で（2005年11月 徳間書店 / 2010年10月 徳間文庫） - 銅版画・長野順子
- 光の国の姫（2008年7月 小学館クリエイティブ） - 絵・鯰江光二。NHK番組「ドキュメント 考える〜ベストセラー作家・石田衣良の場合」で【自殺願望のある少女に自殺を思いとどまらせる童話を書く】というテーマに従って描かれた童話。石田の創作過程を記した番組DVD付き。
- 石田衣良の人生相談室―「答えはひとつじゃないけれど」（2008年7月 集英社 / 2011年1月 集英社文庫） - ひとコマ漫画・松田奈緒子。おかざき真里との対談も収録

### 漫画原作
- DT転生〜30歳まで童貞で転生したら、史上最強の魔法使いになりました！〜（2023年10月号 - 、月刊少年シリウス、作画：山田秋太郎）[15]

## メディア・ミックス

### テレビドラマ
- 池袋ウエストゲートパーク（2000年4月14日 - 6月23日、全11話、TBS系、脚本：宮藤官九郎、主演：長瀬智也）
  - 池袋ウエストゲートパーク SOUPの回（2003年3月28日、原作：池袋ウエストゲートパークIII 骨音）
- ビッグマネー!〜浮世の沙汰は株しだい〜（2002年4月11日 - 6月27日、全12話、フジテレビ系、主演：長瀬智也、原作：波のうえの魔術師）
- 4TEEN（2004年7月25日、WOWOW「ドラマW」枠、主演：角田紳太朗）
- アキハバラ@DEEP（2006年6月19日 - 7月25日、全11話、TBS系、主演：風間俊介）
- 下北サンデーズ（2006年7月13日 - 9月7日、テレビ朝日系、主演：上戸彩）
- 美丘-君がいた日々-（2010年7月10日 - 9月18日、全10話、日本テレビ系、主演：吉高由里子）
- times（朝日放送）
  - 「トモトモ・チャンネル」（2016年6月4日 - 11日、全2話、主演：リンダ&マーヤ）
  - 「すべて黄色になる日まで」（2016年6月18日 - 25日、全2話、主演：Charisma.com）
- 北斗 -ある殺人者の回心- （2017年3月25日 - 4月22日、全5話、WOWOW、主演：中山優馬）[16]
- 眠れぬ真珠 〜まだ恋してもいいですか?〜（2017年12月21日 - 28日、全2話、読売テレビ、主演：藤原紀香）

### 配信ドラマ
- 眠れぬ真珠（2015年4月22日 - 配信、dTV、全4話、主演：黒谷友香）

### テレビアニメ
- 池袋ウエストゲートパーク（2020年10月 - 12月、監督：越田知明、主演：熊谷健太郎）

### 映画
- アキハバラ@DEEP（2006年9月2日公開、配給：東映、監督：源孝志、主演：成宮寛貴）
- 娼年（2018年4月6日公開、監督：三浦大輔、主演：松坂桃李）

### 舞台
- 娼年（2016年8月26日 - 9月4日、東京芸術劇場プレイハウス、演出：三浦大輔、主演：松坂桃李）
- 池袋ウエストゲートパーク SONG&DANCE（2017年12月23日 - 2018年1月14日、東京芸術劇場シアターウエスト / 1月19日 - 21日、兵庫県立芸術文化センター阪急中ホール、演出：杉原邦生、主演：大野拓朗）[17]

### 漫画
- 池袋ウエストゲートパーク（作画：有藤せな、発行：秋田書店、全4巻）
- 4TEEN（作画：海埜ゆうこ、発行：小学館、全2巻）
- アキハバラ@DEEP（作画：アカネマコト、発行：新潮社、全6巻）
- IWGP 電子の星（作画：朝基まさし、発行：講談社）
- 下北サンデーズ（作画：克間彩人、発行：講談社）
- 娼年（作画：幸田育子、発行：創美社、全2巻）
- 眠れぬ真珠（作画：吉田まゆみ、発行：小学館、全3巻）
- 約束（作画：杉本ふぁりな、発行：ポプラ社）
- 逝年（作画：幸田育子、発行：創美社、全2巻）
- 池袋ウエストゲートパークR（作画：有藤せな、発行：秋田書店、全2巻）
- 1ポンドの悲しみ（作画：住屋昭博、発行：集英社）
- はぴナビ!（作画：みづき水脈、発行：講談社、既刊2巻、原作：シューカツ!）

### 配信コミック
- 池袋ウエストゲートパーク（2011年12月1日 - 配信、BeeTV、1話7分・全30話、主演：遠藤要）[18]

## メディア出演

### テレビ番組
- ハートをつなごう（2006年4月 - 、NHK教育） - 司会
- 総力報道!THE NEWS（2009年3月30日 - 2010年3月26日、TBS）- スペシャル取材キャスター[19]
- ペケポン（2010年、フジテレビ）- ゲスト
- 総合診療医ドクターG（2011年、NHK総合） - ゲスト
- 心ゆさぶれ!先輩ROCK YOU（2012年3月3日、日本テレビ） - 百田尚樹とゲスト出演[20]
- ららら♪クラシック（2012年4月8日-、NHK Eテレ）
- クイズプレゼンバラエティー Qさま!!（2012年11月5日、テレビ朝日） - イケメンインテリ軍団として出演
- ナカイの窓（2016年2月17日、日本テレビ） - ゲスト[21]

### テレビドラマ
- 37℃〜日本の恋愛温度を1℃上げよう!〜（2006年7月23日、読売テレビ、「石田衣良プロデュースドラマSP」として放送、主演：緒川たまき） - プロデュース兼務

### 映画
- LOVE MY LIFE（2006年12月9日公開、配給：タキ・コーポレーション、監督：川野浩司、原作：やまじえびね） - 主人公・泉谷いちこ（吉井怜）の父親 役

## 作詞活動
- さまよう果実（藤井フミヤ）
- My son（ESCOLTA）
- REAL YOU（山田優）
- Shalala キボウの歌（AAA）
- あの空へ〜青のジャンプ〜（第76回NHK全国学校音楽コンクール課題曲）
- タイム・アフター・タイム 〜時の果てまで〜（島谷ひとみ） - シンディ・ローパーの楽曲の日本語詞